# Stigmata (band)
Stigmata is een Russische metalcoreband afkomstig uit Sint-Petersburg.

## Biografie
De band werd in 2002 opgericht door gitarist Taras Umansky en bassist Denis Kichenko en kreeg een paar maanden later haar naam. In 2004 voegden drummer Nikita Ignatyev en zanger Artyom Lotskih zich bij de band, waarna ze via Kap Kan Records datzelfde jaar nog hun debuutalbum Конвейер снов uitbrachten. In mei van 2005 brachten ze met Больше чем любовь hun tweede album uit. Het jaar erna volgde een live DVD met daarop live uitvoeringen van 17 nummers van de band.
Eind 2016 bracht de band de single Лёд uit, waarmee ze een notering behaalden in de Russische alternatieve hitlijsten. Bij de St. Petersburg Music Awards 2007 behaalden ze met deze single de titel nummer van het jaar. Ter promotie deden ze bij hun eerste volwaardige toer onder meer Oekraïne, Wit-Rusland, Litouwen en Estland aan. In 2007 toerden ze door Rusland naast Killswitch Engage en Caliban. Ze tekenden datzelfde jaar een contract bij Navigator Records, waar ze een zelf-getiteld album uitbrachten.
In 2008 brachten ze een tweede DVD uit onder de titel Acoustic & Drive, het jaar erna gevolgd door het album Мой путь. Dit album werd fysiek uitgebracht met 10 nummers en digitaal met intro, outro en drie muziekvideo's. Gedurende de zomer van 2010 deelden ze gedurende meerdere concerten een podium met Bullet for My Valentine.

## Bezetting
Huidige bezetting
- Denis Kichenko – bas (2003–heden)
- Taras Umansky – slaggitaar, achtergrondvocalen, programmering (2003–heden), leidende gitaar (2004–2006)
- Artyom "Nel'son" Lotskikh – leidende vocalen (2003–heden)
- Vladimir Zynoviev – drums, percussie (2011–heden)
- Dmitriy "Mitiai" Kozhuro – leidende gitaar, programmering (2017–heden)

Voormalige leden
- Artyom "Yozh" Teplnsky – leidende gitaar, programmering (2009–2017)
- Fyodor Lokshin – drums (2007–2011)
- Philipp "Phil" Terpetsky – drums (2006–2007)
- Nikita "Nick" Ignatyev – drums (2003–2006)
- Andrey "Duke" Anisimov – leidende gitaar (2006–2009)
- Sergey "Vint" Aigorov – slaggitaar (2004)
- Igor Karpanov – leidende gitaar (2003–2004)
- Artur Maltsev – leidende vocalen (2003)

## Discografie
Studioalbums
- 2004: Конвейер Снов (Conveyor of Dreams; Kap-Kan Records; heruitgave in 2005)
- 2005: Больше, Чем Любовь (More than Love; Kap-Kan Records)
- 2007: Stigmata (Stigmata; Navigator Records)
- 2009: Мой Путь (My Way; Navigator Records)
- 2012: Основано На Реальных Событиях (Based on Real Events; Nikitin)
- 2017: Mainstream?

Ep's
- 2015: Legion